# Chapelle Sainte-Thérèse de Namur
La chapelle Sainte-Thérèse est un édifice religieux catholique sis dans le quartier de la Citadelle (5b, avenue Jean Ier), à Namur (Belgique). Construite de 1926 à 1928, cinq ans à peine après la béatification de Thérèse de Lisieux, elle fut le premier lieu de vénération publique de la sainte, hors la ville de Lisieux, et devint rapidement un centre important de pèlerinage du diocèse de Namur.

## Histoire
En 1910, la famille d’un jésuite namurois offre aux religieuses qui s’occupent de l’école des bateliers de la rue Saintraint, à Namur, un terrain de jeux sur la Citadelle (côté Salzinnes).  Les religieuses y aménagent un refuge permettant aux enfants de se mettre à l’abri par temps pluvieux. Peu après la béatification de la carmélite Thérèse de Lisieux (en 1923) les religieuses reçoivent de Lisieux une statue de la carmélite et l’installent dans leur refuge de la citadelle.
Le quartier de la Citadelle est lieu de promenades bien connu des namurois. Nombreux sont ceux qui s’arrêtent quelques moments devant la statue pour prier. Les visiteurs augmentent rapidement d’autant plus que la canonisation de Thérèse, suivant de près sa béatification - en 1925 la 'petite Thérèse' est déclarée ‘sainte’ - encourage la dévotion populaire. 
Sous l'impulsion de Sœur Léontine, supérieure de l'école des Bateliers de Namur,  un comité s'organise pour la construction d'une chapelle. L’asbl « ŒUVRE DES BATELIERS » est constituée le 6 juin 1925 aux termes d’un acte reçu par le notaire Jeanmart à Namur. Le même jour chez le notaire Jeanmart, l’ASBL acquiert de madame Berthe Billamboz (en religion Sœur Léontine),  le terrain sur lequel sera érigée la chapelle. Des amis et bienfaiteurs organisent une collecte de fonds. L'architecte Albert Ghequiere (1880-1947) travaille ‘pro Deo'. En mai 1926, plus de 3000 personnes assistent à la pose de la première pierre par Mgr Heylen, évêque de Namur. Construite entièrement en béton, un matériau à la mode à cette époque-là, la chapelle est  en forme de croix grecque aux quatre côtés identiques. Le terrain, sur le flanc occidental de la citadelle, est en forte déclivité et une passerelle relie la chapelle à la route.
Deux ans plus tard, lors de la consécration et ouverture au culte, ils sont plus de 7000. Cette chapelle est en fait le premier lieu de culte important dédié à sainte Thérèse, hors de la ville de Lisieux. La série d’exvotos que l’on peut voir fixés sur les murs intérieurs sont témoignages des grâces et faveurs reçues par les pèlerins au cours des années qui suivirent l’ouverture du sanctuaire.  
En 1980, l'école des Bateliers est fermée définitivement. L’ asbl Œuvre des Bateliers fait donation de la chapelle et du terrain qui l’entoure à l’asbl Sainte-Thérése Citadelle. Celle-ci s'est constituée officiellement le 29 février 1988,( Moniteur Belge du 21 avril 1988,  numéro 5483/88),  sous l'impulsion de quelques Salzinnois désireux de remettre à l'honneur la dévotion à Sainte Thérèse st de  restaurer la chapelle qui lui est dédiée. L’ acte de donation est signé devant le notaire Watillon, le 18 mars 1991. 
Le Saint-Sacrement y est présent depuis 1993. 
La chapelle a été restaurée dernièrement, elle est ouverte tous les jours. L’endroit est calme et porte au recueillement.  
Pour plus d'information: voir le site de l'asbl Sainte-Thérèse Citadelle